# 平石城
平石城（ひらいわじょう）は、大阪府南河内郡河南町平石にある山城。
別名を「平岩城」とも言い、赤阪城の支城の1つ。

## 歴史的背景
南北朝時代に南朝方の城として機能。この地の豪族である平岩茂直が、元弘元年（1331年）に楠木正成の赤坂挙兵に応じて築城し、北条軍と戦い討死した。 
その後、正平14年（1359年）には楠木正儀がこの城を整備し、足利勢と戦っている。楠木十七支城の一つに数えられ、茂直の子である茂幸が防戦したと伝えられている。

### 所在と遺構
大和国境に近い、平岩集落の標高244mの「城ヶ塚」と呼ばれる山に築かれている。 現在確認できる遺構としては、山頂部の曲輪（郭）や帯曲輪、堀切、土塁などがあり、規模は比較的小さく、城郭研究者や歴史家に臨時的な性格の城であった可能性も指摘されている。

### 現状
大阪府指定史跡となっており、現地には説明板や標柱を設置。城跡までの道は整備されている部分もあるが、一部は草に埋もれている箇所もある。
平石城は、南北朝時代の激動の中で南朝方の拠点として重要な役割を担った城の一つとして、大阪府や歴史研究者、城郭研究者、地域住民、歴史愛好家などによって歴史的な価値が評価されている。

## アクセス[4]

### 電車
- 近畿日本鉄道(近鉄)の南大阪線、上ノ太子駅からタクシーで11分

### 車
- 南阪奈道路・太子ICから7分
- 南阪奈道路・葛城ICから13分
- 南阪奈道路羽曳野東ICから車で約20分[3]